# Ricinocarpos graniticus
Ricinocarpos graniticus är en törelväxtart som beskrevs av David A. Halford och Rodney John Francis Henderson. Ricinocarpos graniticus ingår i släktet Ricinocarpos och familjen törelväxter. Inga underarter finns listade i Catalogue of Life.